# 女学雑誌
女学雑誌（じょがくざっし）は、1885年（明治18年）7月から1904年（明治37年）2月まで、526号、計548冊刊行された、日本初の本格的女性誌。巌本善治が長く編集人を務めた。

## 歴史
近藤賢三を編集人に、1885年7月20日、創刊された。『日本の婦女をしてその至るべきに至らしめんことを希図す』と創刊号の『発行の主旨』にある。『女学』とは、『女性の地位向上・権利伸張・幸福増進のための学問』と理解される。
翌1886年5月に近藤が急逝し、巌本善治が継いだ。巌本は津田仙の学農社で近藤の2年後輩の、同志だった。
初期は菊判(152 × 218mm) の20ページ、発行は万春堂。第11号から最終号までは四六倍判(188 × 254mm) の16 - 40ページ、発行は女学雑誌社。同社は1889年、本郷弓町（現・東京都文京区本郷）から京橋区日吉町（現・中央区銀座8丁目6番周辺）へ、さらに麹町富士見町（現・千代田区富士見）へ移転した。売れ行きはよかった。男性の読者も多かった。
ワンマン編集だったから、巌本の意向のままに雑誌は変わり、発行の頻度は、月2回、月3回、週刊、月刊と変遷した。内容も、1889年（明治22年）前半までは啓蒙的で、内村鑑三、植村正久、加藤弘之、小崎弘道、井深梶之助、田村直臣、津田仙、津田梅子らの記事を載せ、巌本は社説のほか、信念・主義の論文を書きまくり、それらの陰に中島湘煙、山田美妙らの文芸が載った。
1889年後半から文芸作品が増えた。7月に巌本と結婚した若松賤子が毎号のように翻訳・創作を載せ、清水豊子、田辺花圃、北村透谷も書いた。啓蒙主義からロマン主義へ文芸が舵を取った、その波が女学雑誌に及んだのである。この時期の若松賤子の小公子が歴史に残る。
1890年11月巌本は、自分が社説、清水豊子が主筆、若松と田辺が小説、荻野吟子が衛生など担当を定め、家政・救急手当・相場などの欄を設け、従来の『子供のはなし』欄を『児籃』と改めた。
巌本は、明治女学校の教頭、次に校長だった。同校で教える星野天知、北村透谷らの若者が女学雑誌に書くのは自然の成り行きで、1892年6月から、雑誌を文芸記事の『甲の巻』と女学記事の『乙の巻』とに分け、第1週に甲なら第2週に乙と、交互に発行した。甲は白い表紙、乙は赤い表紙だったので、『白おもて』『赤おもて』と呼ばれたが、翌年4月から『白おもて』を『評論』と改題し、『赤おもて』を『女学雑誌』に戻し、さらに1894年11月、女学雑誌が評論を吸収合併した。この吸収は、折からの日清戦争に協力する事業のための、雑誌業の整理だった。一過性だったが、巌本は9月29日号の社説『時勢観』で、戦争協力を熱弁した。
目まぐるしい変遷の中で、若松、北村、豊子、桜井鴎村、戸川残花（戸川安宅）らが書く雑誌は売れていたが、1893年、星野天知・戸川秋骨・島崎藤村・平田禿木らが離れて、浪漫主義の文学界を創刊した。1894年、北村透谷が自殺し、若松賤子が病んで筆が止まり、結婚後の三宅花圃、古在紫琴が戻り、成瀬仁蔵・大和田建樹・金子薫園・青柳有美らが支えたけれども、戦後の巌本の社説は威勢を失った。
1900年（明治33年）3月、田中正造の『鉱毒文学』を載せた廉で雑誌は没収され、巌本は告訴された。それ以降、女学雑誌の発行は不規則に間遠になった。1902年中は発行せず、1903年12月、524号以降は青柳有美が編集人となり、日露戦争勃発の1904年2月、526号を出して終わった。
復刻版が、1966年 - 1967年と1984年の2回、臨川書店から発行されている。